# Корор
Корор (на английски: Koror) е най-големият град в Палау, в който живее около половината от населението на страната. Корор е столица на Палау до 2006 г., когато е заменен от Нгерулмуд.

## Побратимени градове
| Град     | Държава   |
| -------- | --------- |
| Анджелес | Филипини  |
| Давао    | Филипини  |
| Гилрой   | САЩ       |
| Манадо   | Индонезия |